# Хјуго (Оклахома)
Хјуго (енгл. Hugo) град је у америчкој савезној држави Оклахома.

## Демографија
По попису из 2010. године број становника је 5.310, што је 226 (-4,1%) становника мање него 2000. године.
| Група             | 2000.         | 2010.         |
| Белци             | 3.253 (58,8%) | 2.856 (53,8%) |
| Афроамериканци    | 1.140 (20,6%) | 1.159 (21,8%) |
| Азијати           | 15 (0,3%)     | 22 (0,4%)     |
| Хиспаноамериканци | 89 (1,6%)     | 185 (3,5%)    |
| Укупно            | 5.536         | 5.310         |